# Amphimedon denhartogi
Amphimedon denhartogi är en svampdjursart som beskrevs av de Voogd 2003. Amphimedon denhartogi ingår i släktet Amphimedon och familjen Niphatidae. Inga underarter finns listade i Catalogue of Life.